# Perundanus raunoi
Perundanus raunoi är en insektsart som beskrevs av Keti Maria Rocha Zanol 1993. Perundanus raunoi ingår i släktet Perundanus och familjen dvärgstritar. Inga underarter finns listade i Catalogue of Life.